# 282 a.C.

## Eventos
- Caio Fabrício Luscino e Quinto Emílio Papo, cônsules romanos.

- Batalha de Populonia entre os romanos e etruscos.